# Gedenksteen Jan Verleun en Gerard Steen
De gedenksteen Jan Verleun en Gerard Steen is een oorlogsmonument in Amsterdam.
Jan Verleun en Gerard Steen (Dordrecht, 26 januari 1925 – Sint Pancras, 15 april 1945), beiden parochieleden van de Boomkerk, waren twee soldaten die tijdens de Tweede Wereldoorlog omkwamen. Ter herinnering aan het tweetal maakte beeldhouwer Willem IJzerdraat een gedenksteen. Hij beeldde een vrouw gewapend met zwaard/mes uit, die haar kind beschermt tegen een slang (het kwaad). Op de achtergrond staat een boom.
De natuurstenen gedenksteen werd geplaatst in een muur van de Boomkerk aan de Admiraal de Ruijterweg en 24 november 1945 onthuld. De steen vermeldt:

1940-1945
den Vaderlandt getrouwe
Jan Verleun
Gerard Steen